# 發正念
发正念是法轮功提倡的一种儀式。法輪功學員認為通过修炼者自身发出的“正念”，可以运用超常的能力，清除敗壞物質，使正的因素發揮作用。2001年5月19日的一次大会上，李洪志呼吁法轮功学员发正念。Kai-Ti Chou提到修炼者相信每天发正念几次可清除邪恶势力，帮助他们克服艰难的局势。有研究者认为，发正念是法轮功“正法”的一个组成部分。修習者试图以发正念清除邪惡干擾，传播大法真相并喚起世人正念。

## 歷史
類似法輪功發正念的类似名词，可見於佛學典籍，中国及日本的大藏經资料中均有“正念”的说法，其出现时间比法轮功所指的发正念要早。
法輪功的“发正念”最初於2001年4月出現在網站上。2001年5月25日，法轮功学员信息网站明慧网的编辑部发布信息，就“发正念”的时间、口诀、要點，进行统一配合，如曾要求2001年的6月10日起，“全世界大法弟子将每周一次，在固定时间内共同发正念清除三界内破坏大法的邪恶”。自此之后，明慧网、新唐人電視、放光明電視製作中心、人民報、澳洲光明网等网站不斷有法轮功学员現身或撰文證明发正念出現的神迹。信眾也有很多文章以親身感受針對發正念的使用和效果進行交流。認為將發正念用在常人生活中為私目的就不管用，唯有符合法輪大法真善忍標準，以正法為目的才能發揮作用。發正念時，心態不穩、懷疑、氣恨、雜念等等不正確狀態會導致不起作用。
法轮功创始人李洪志于2001年12月29日，在美国佛罗里达法会的讲法中明确提出，说明“正法时期”大法弟子要做的“三件事”之一就是“发正念”。2002年，法轮功學員网站明慧網编辑，建议法轮功海外修炼者将发正念“作为日常生活的一部分直至迫害结束”。
2010年9月3日，法轮功学员在中國駐紐約總領事館前集体炼功发正念。亦有法輪功學員稱会在受到迫害時發正念。

## 方法
发正念一般有几个特征：
1. 手印：“单手立掌”或“莲花手印”两种手印。
2. 口诀：“法正乾坤，邪恶全灭。法正天地，现世现报”
3. 要求：先静下来，意念中清除自己不好的思想念头或外来干扰。然后，保持头脑处于绝对清醒状态，强大坚定除恶的意念，用纯善平静地默念正法口诀。念口诀后，加一个“灭”字。

具体发正念时，可根据情况，不打手印。
发正念所使用的右手单手立掌手势，與佛教单手立掌手印有些類似，但不完全相同。五指不是并立，而是微微莲花掌形。这与炼功动作要求保持莲花掌一致。

## 评论
根据Patsy Rahn的说法，法轮功信众发“正念”并发挥出超越人类的力量。他们經驗了發正念的威力各種實例，如“在发正念的作用下迫害他们的人，承受了自己造做的惡果，这使得參與迫害的人有所警惕，進而選擇善良行正義做好人。法轮功获得超自然领域的影響與掌握，虽然他们事实上在中华人民共和国的活动仍受限制。”法轮功信众认为，发正念能产生强大的能量以破除“邪恶力量”。

## 延伸阅读
- Rahn, Patsy. . Terrorism and Political Violence. 2002, 14 (4): 41. doi:10.1080/714005633.
- Yu, H. . Canberra: Asia Examined: Proceedings of the 15th Biennial Conference of the ASAA. 2004: 108. ISBN 0-9580837-1-1.
- Eugene V. Gallagher; W. Michael Ashcraft. . Greenwood Publishing Group. 1 October 2006: 175  [5 January 2013]. ISBN 978-0-313-05078-7.
- Kai-Ti Chou. . Edwin Mellen Press. 2007: 159–160  [5 January 2013]. ISBN 978-0-7734-5241-1.
- Noah Porter. . Universal-Publishers. July 2003: 27,32,218  [6 January 2013]. ISBN 978-1-58112-190-2.
- Penny, Benjamin.  (PDF). Humanities Research Centre and Centre for Cross-Cultural Research, The Australian National University: 3.   [January 6, 2013]. （原始内容存档 (PDF)于2018-09-29）.